# Christian Lunde
Christian Lunde es un deportista sueco que compitió en vela en la clase Europe. Ganó tres medallas en el Campeonato Mundial de Europe entre los años 1975 y 1981.

## Palmarés internacional
| Campeonato Mundial | Campeonato Mundial         | Campeonato Mundial | Campeonato Mundial |
| Año                | Lugar                      | Medalla            | Clase              |
| ------------------ | -------------------------- | ------------------ | ------------------ |
| 1975               | Palma de Mallorca (España) | Medalla de plata   | Europe             |
| 1977               | ND                         | Medalla de oro     | Europe             |
| 1981               | Hoorn (Países Bajos)       | Medalla de bronce  | Europe             |